# Cory Hall
Cory Hall (Bakersfield, Kalifornia, 1976. december 5. –) amerikai amerikaifutball-játékos és -edző, 2020-tól a fresnói Edison középiskola vezetőedzője. 2017-ben az Oregon State Beavers ideiglenes vezetőedzője volt.
Az 1999-es NFL-draftben a Cincinnati Bengals kiválasztotta, majd az Atlanta Falconsnél is játszott.

## Pályafutása
2011 és 2013 között a Clovis North középiskola edzőjeként 32–8-as eredményt ért el. 2014-ben a Wisconsin Badgers edzőhelyettese, 2015-ben pedig a Weber State Wildcats defensive backjeinek edzője és másodedzője volt. 2016–2017-ben az Oregon State Beaversnél Gary Andersen helyetteseként a cornerbackek edzője lett; miután Andersent 2017. október 9-én kirúgták, ideiglenes vezetőedzővé nevezték ki. Ugyan a játékosok és a szurkolók is szerették, két mérkőzést kis, négyet pedig nagy különbséggel elveszítettek, ezért távozott.
A 2018-as szezont a Central Michigan Chippewas defensive backjeinek edzőjeként töltötte; 2019 februárjában lemondott, és a fresnói Edison középiskola munkatársa lett.

## Eredményei vezetőedzőként
| Év                                       | Eredmény                                 | Eredmény                                 | Helyezés                                 |
| Év                                       | Összesített                              | Konferencia                              | Helyezés                                 |
| Oregon State Beavers (Pac-12 Conference) | Oregon State Beavers (Pac-12 Conference) | Oregon State Beavers (Pac-12 Conference) | Oregon State Beavers (Pac-12 Conference) |
| ---------------------------------------- | ---------------------------------------- | ---------------------------------------- | ---------------------------------------- |
| 2017                                     | 0–6                                      | 0–6                                      | 6.                                       |

## Fordítás
- Ez a szócikk részben vagy egészben  a   Cory Hall című angol Wikipédia-szócikk ezen változatának fordításán alapul.  Az eredeti cikk szerkesztőit annak laptörténete sorolja fel. Ez a jelzés csupán a megfogalmazás eredetét és a szerzői jogokat jelzi, nem szolgál a cikkben szereplő információk forrásmegjelöléseként.